# Lepidostoma simalungensis
Lepidostoma simalungensis är en nattsländeart som beskrevs av Malicky och Chantaramongkol 1994. Lepidostoma simalungensis ingår i släktet Lepidostoma och familjen kantrörsnattsländor. Inga underarter finns listade i Catalogue of Life.